# Psenes pellucidus
Psenes pellucidus is een straalvinnige vissensoort uit de familie van de kwallenvissen (Nomeidae). De wetenschappelijke naam van de soort werd in 1880 gepubliceerd door Christian Frederik Lütken.